# Netavisen Sjælland
Netavisen Sjælland er en regional internetavis for Sjælland og øerne. Avisens første artikel blev lagt på internettet d. 5. august 2006.  Det er en nonprofit gratisavis, grundlagt af Rolf Arndt Larsen, der også er Netavisen Sjællands ansvarshavende redaktør.